# Élections municipales de 2021 dans La Vallée-de-la-Gatineau
Pour un article plus général, voir Élections municipales de 2021 en Outaouais.
Cet article concerne les élections municipales de 2021 en Outaouais dans la municipalité régionale de comté dans La Vallée-de-la-Gatineau, au Québec (Canada).

## Aumond
|             | Élection (2017)                                                                      | Dissolution (2021)                                                                   | Élection (2021)                                                                             |
| Maire       | Alphée Moreau                                                                        | Alphée Moreau                                                                        | Alphée Moreau                                                                               |
| Conseillers | Barry Ardis Ariane Guilbault Mario Langevin Robert Piché Denis Charron Anne Lévesque | Barry Ardis Ariane Guilbault Mario Langevin Robert Piché Denis Charron Anne Lévesque | Barry Ardis Ariane Guilbault Mario Langevin Robert Piché Sébastien Lafrenière Anne Lévesque |

| Candidats pour la mairie | Vote            | %               |
| ------------------------ | --------------- | --------------- |
| Alphée Moreau (Sortant)  | Sans opposition | Sans opposition |

| Candidats conseiller #1 | Vote            | %               |
| ----------------------- | --------------- | --------------- |
| Barry Ardis (Sortant)   | Sans opposition | Sans opposition |

| Candidats conseiller #2     | Vote            | %               |
| --------------------------- | --------------- | --------------- |
| Ariane Guilbault (Sortante) | Sans opposition | Sans opposition |

| Candidats conseiller #3  | Vote            | %               |
| ------------------------ | --------------- | --------------- |
| Mario Langevin (Sortant) | Sans opposition | Sans opposition |

| Candidats conseiller #4 | Vote            | %               |
| ----------------------- | --------------- | --------------- |
| Robert Piché (Sortant)  | Sans opposition | Sans opposition |

| Candidats conseiller #5 | Vote | %     |
| ----------------------- | ---- | ----- |
| Sébastien Lafrenière    | 120  | 51,50 |
| François Piché          | 113  | 45,80 |

| Candidats conseiller #6  | Vote            | %               |
| ------------------------ | --------------- | --------------- |
| Anne Lévesque (Sortante) | Sans opposition | Sans opposition |

- Démission d'Alphée Moreau, maire, le 3 juin 2022[1]. Mario Langevin, conseiller #3, agit à titre de maire suppléant pendant l'intérim[2]

- Démission de Mario Langevin, maire-suppléant et conseiller #3, le 9 août 2022 afin de se présenter à la mairie. Anne Lévesque, conseillère #6, exerce la fonction de mairesse suppléante pendant l'intérim[3]

- Élection de Mario Langevin au poste de maire et de Gaétan Gagné au poste de conseiller #3 le 2 octobre 2022[4].

| Candidats pour la mairie                  | Vote      | %     |
| ----------------------------------------- | --------- | ----- |
| Mario Langevin (sortant d'un autre poste) | 229       | 63,43 |
| Julie Cardinal                            | 132       | 36,57 |
| Bulletins rejetés                         | 4         |       |
| Taux de participation                     | 365 / 774 | 47,16 |

| Candidats conseiller #3    | Vote      | %     |
| -------------------------- | --------- | ----- |
| Gaétan Gagné               | 212       | 59,38 |
| Dorothy Darby St-Marseille | 145       | 40,62 |
| Bulletins rejetés          | 8         |       |
| Taux de participation      | 365 / 774 | 47,16 |

## Blue Sea
|             | Élection (2017)                                                                                     | Dissolution (2021)                                                                                  | Élection (2021)                                                                                 |
| Maire       | Laurent Fortin                                                                                      | Laurent Fortin                                                                                      | Laurent Fortin                                                                                  |
| Conseillers | Michael Simard Pierre Normandin Marc Lacroix Gérard Lacaille Paul Dénommé Marielle Cousineau Fortin | Michael Simard Pierre Normandin Marc Lacroix Gérard Lacaille Paul Dénommé Marielle Cousineau Fortin | Michael Simard Michel Houde Marc Lacroix Gérard Lacaille Paul Dénommé Marielle Cousineau-Fortin |

| Candidats pour la mairie | Vote            | %               |
| ------------------------ | --------------- | --------------- |
| Laurent Fortin (Sortant) | Sans opposition | Sans opposition |

| Candidats conseiller #1  | Vote            | %               |
| ------------------------ | --------------- | --------------- |
| Michael Simard (Sortant) | Sans opposition | Sans opposition |

| Candidats conseiller #2 | Vote            | %               |
| ----------------------- | --------------- | --------------- |
| Michel Houde            | Sans opposition | Sans opposition |

| Candidats conseiller #3 | Vote            | %               |
| ----------------------- | --------------- | --------------- |
| Marc Lacroix (Sortant)  | Sans opposition | Sans opposition |

| Candidats conseiller #4   | Vote            | %               |
| ------------------------- | --------------- | --------------- |
| Gérard Lacaille (Sortant) | Sans opposition | Sans opposition |

| Candidats conseiller #5 | Vote            | %               |
| ----------------------- | --------------- | --------------- |
| Paul Dénommé (Sortant)  | Sans opposition | Sans opposition |

| Candidats conseiller #6              | Vote            | %               |
| ------------------------------------ | --------------- | --------------- |
| Marielle Cousineau-Fortin (Sortante) | Sans opposition | Sans opposition |

## Bois-Franc
|             | Élection (2017)                                                                                     | Dissolution (2021)                                                                                  | Élection (2021)                                                                                  |
| Maire       | Julie Jolivette                                                                                     | Julie Jolivette                                                                                     | Julie Jolivette                                                                                  |
| Conseillers | Kim Bernatchez François Beaumont Arnold Holmes Michelle Payette Philippe St-Jacques Sylvie Lévesque | Kim Bernatchez François Beaumont Arnold Holmes Michelle Payette Philippe St-Jacques Sylvie Lévesque | Kim Bernatchez François Beaumont Suzanne Guibault Michelle Payette Philippe St-Jacques Nyx Pilon |

| Candidats pour la mairie   | Vote            | %               |
| -------------------------- | --------------- | --------------- |
| Julie Jolivette (Sortante) | Sans opposition | Sans opposition |

| Candidats conseiller #1   | Vote            | %               |
| ------------------------- | --------------- | --------------- |
| Kim Bernatchez (Sortante) | Sans opposition | Sans opposition |

| Candidats conseiller #2     | Vote            | %               |
| --------------------------- | --------------- | --------------- |
| François Beaumont (Sortant) | Sans opposition | Sans opposition |

| Candidats conseiller #3 | Vote            | %               |
| ----------------------- | --------------- | --------------- |
| Suzanne Guilbault       | Sans opposition | Sans opposition |

| Candidats conseiller #4     | Vote            | %               |
| --------------------------- | --------------- | --------------- |
| Michelle Payette (Sortante) | Sans opposition | Sans opposition |

| Candidats conseiller #5       | Vote            | %               |
| ----------------------------- | --------------- | --------------- |
| Philippe St-Jacques (Sortant) | Sans opposition | Sans opposition |

| Candidats conseiller #6 | Vote            | %               |
| ----------------------- | --------------- | --------------- |
| Nyx Pilon               | Sans opposition | Sans opposition |

## Bouchette
|             | Élection (2017)                                                                             | Dissolution (2021)                                                                          | Élection (2021)                                                                         |
| Maire       | Gilles Bastien                                                                              | Gilles Bastien                                                                              | Steve Lefebvre                                                                          |
| Conseillers | Michel Lamoureux Pascal Saumure Yvon Pelletier Monique Pelletier Ariane Matteau Jean Daoust | Michel Lamoureux Pascal Saumure Yvon Pelletier Monique Pelletier Ariane Matteau Jean Daoust | Michel Lamoureux Pascal Saumure Marc Poirier Monique Pelletier Steve Millar Jean Daoust |

| Candidats pour la mairie | Vote            | %               |
| ------------------------ | --------------- | --------------- |
| Steve Lefebvre           | Sans opposition | Sans opposition |

| Candidats conseiller #1    | Vote | %     |
| -------------------------- | ---- | ----- |
| Michel Lamoureux (Sortant) | 195  | 55,40 |
| Alex Meunier               | 157  | 44,60 |

| Candidats conseiller #2                   | Vote | %     |
| ----------------------------------------- | ---- | ----- |
| Pascal Saumure (Sortant)                  | 206  | 59,20 |
| Gilles Bastien (Sortant d'un autre poste) | 142  | 40,80 |

| Candidats conseiller #3 | Vote            | %               |
| ----------------------- | --------------- | --------------- |
| Marc Poirier            | Sans opposition | Sans opposition |

| Candidats conseiller #4     | Vote | %     |
| --------------------------- | ---- | ----- |
| Monique Pelletier (Sortant) | 246  | 68,72 |
| Karo Poirier                | 112  | 31,28 |

| Candidats conseiller #5 | Vote            | %               |
| ----------------------- | --------------- | --------------- |
| Steve Millar            | Sans opposition | Sans opposition |

| Candidats conseiller #6 | Vote            | %               |
| ----------------------- | --------------- | --------------- |
| Jean Daoust (Sortant)   | Sans opposition | Sans opposition |

## Cayamant
|             | Élection (2017)                                                                          | Dissolution (2021)                                                                       | Élection (2021)                                                                         |
| Maire       | Nicolas Malette                                                                          | Nicolas Malette                                                                          | Nicolas Malette                                                                         |
| Conseillers | Sylvie Paquette Robert Gaudette Mélissa Rochon Lise Crêtes Philippe Labelle Sonia Rochon | Sylvie Paquette Robert Gaudette Mélissa Rochon Lise Crêtes Philippe Labelle Sonia Rochon | Sylvie Paquette Kevin Matthews Mélissa Rochon Lise Crêtes Chantal Lamarche Sonia Rochon |

| Candidats pour la mairie  | Vote | %     |
| ------------------------- | ---- | ----- |
| Nicolas Malette (Sortant) | 256  | 55,29 |
| Steve Brousseau           | 151  | 32,61 |
| Mariette McMillan         | 31   | 6,70  |
| Donald Labelle            | 25   | 5,40  |

| Candidats conseiller #1    | Vote            | %               |
| -------------------------- | --------------- | --------------- |
| Sylvie Paquette (Sortante) | Sans opposition | Sans opposition |

| Candidats conseiller #2 | Vote | %     |
| ----------------------- | ---- | ----- |
| Kevin Matthews          | 235  | 50,87 |
| Fernand Paquette        | 227  | 49,13 |

| Candidats conseiller #3   | Vote            | %               |
| ------------------------- | --------------- | --------------- |
| Mélissa Rochon (Sortante) | Sans opposition | Sans opposition |

| Candidats conseiller #4 | Vote            | %               |
| ----------------------- | --------------- | --------------- |
| Marc Soulière           | Sans opposition | Sans opposition |

| Candidats conseiller #5    | Vote | %     |
| -------------------------- | ---- | ----- |
| Chantal Lamarche           | 180  | 39,30 |
| Philippe Labelle (Sortant) | 161  | 35,15 |
| Jérémie Malette            | 117  | 25,55 |

| Candidats conseiller #6 | Vote            | %               |
| ----------------------- | --------------- | --------------- |
| Sonia Rochon (Sortante) | Sans opposition | Sans opposition |

## Denholm
|             | Élection (2017)                                                                         | Dissolution (2021)                                                                     | Élection (2021)                                                                                    |
| Maire       | Gaétan Guindon                                                                          | Gaétan Guindon                                                                         | Gaétan Guindon                                                                                     |
| Conseillers | Richard Poirier Sylvie Lagacé Marc Gratton Paul Brouillard Anick Gagnon Danielle Cillis | Richard Poirier Marie Gagnon Marc Gratton Paul Brouillard Anick Gagnon Danielle Cillis | Richard Poirier Marie Gagnon Marc Gratton Paul Brouillard Pascale-Sophie Bélanger Paulette Lemieux |

| Taux de participation :                | Taux de participation :                | Taux de participation :                | Taux de participation :                | Taux de participation :                | 38,4 % |
| Nombre de votes valides :              | Nombre de votes valides :              | Nombre de votes valides :              | Nombre de votes valides :              | Nombre de votes valides :              | 242    |
| Nombre de votes rejetées à la mairie : | Nombre de votes rejetées à la mairie : | Nombre de votes rejetées à la mairie : | Nombre de votes rejetées à la mairie : | Nombre de votes rejetées à la mairie : | 0      |
| Nombre d'électeurs inscrits :          | Nombre d'électeurs inscrits :          | Nombre d'électeurs inscrits :          | Nombre d'électeurs inscrits :          | Nombre d'électeurs inscrits :          | 631    |

| Candidats pour la mairie | Vote | %     |
| ------------------------ | ---- | ----- |
| Gaétan Guindon (Sortant) | 190  | 78,51 |
| Pierre Nelson Renaud     | 52   | 21,49 |

| Candidats conseiller #1   | Vote            | %               |
| ------------------------- | --------------- | --------------- |
| Richard Poirier (Sortant) | Sans opposition | Sans opposition |

| Candidats conseiller #2 | Vote | %     |
| ----------------------- | ---- | ----- |
| Marie Gagnon (Sortante) | 145  | 60,67 |
| Mario Turpin            | 94   | 39,33 |

| Candidats conseiller #3 | Vote | %     |
| ----------------------- | ---- | ----- |
| Marc Gratton (Sortant)  | 178  | 73,25 |
| Shela Beaudry           | 65   | 26,75 |

| Candidats conseiller #4   | Vote            | %               |
| ------------------------- | --------------- | --------------- |
| Paul Brouillard (Sortant) | Sans opposition | Sans opposition |

| Candidats conseiller #5 | Vote | %     |
| ----------------------- | ---- | ----- |
| Pascale-Sophie Bélanger | 113  | 47,68 |
| Jean Renaud             | 69   | 29,11 |
| Marie-France Durand     | 55   | 23,21 |

| Candidats conseiller #6 | Vote | %     |
| ----------------------- | ---- | ----- |
| Paulette Lemieux        | 121  | 51,71 |
| Laetitia Béguin         | 113  | 48,29 |

- Décès de Marc Gratton, conseiller #3, le 13 novembre 2023[5].

- Élection de Zakary Armstrong au poste de conseiller #3 le 19 mars 2023[6].

| Candidats conseiller #3 | Vote | %   |
| ----------------------- | ---- | --- |
| Zakary Armstrong        | Élu  | Élu |
| Shela Beaudry           | n/d  | n/d |
| Mario Turpin            | n/d  | n/d |

## Déléage
|             | Élection (2017)                                                                               | Dissolution (2021)                                                                            | Élection (2021)                                                                           |
| Maire       | Raymond Morin                                                                                 | Raymond Morin                                                                                 | Anne Potvin                                                                               |
| Conseillers | Louise Charlebois Gilles Jolivette Denis Brazeau Michelle Briand Michel Guy Jean-Pierre Morin | Louise Charlebois Gilles Jolivette Denis Brazeau Michelle Briand Michel Guy Jean-Pierre Morin | Kathy Milone Gilles Jolivette Denis Brazeau Michelle Briand Stéphane Rivest Éric Gauthier |

| Taux de participation :                | Taux de participation :                | Taux de participation :                | Taux de participation :                | Taux de participation :                | 55,5 % |
| Nombre de votes valides :              | Nombre de votes valides :              | Nombre de votes valides :              | Nombre de votes valides :              | Nombre de votes valides :              | 883    |
| Nombre de votes rejetées à la mairie : | Nombre de votes rejetées à la mairie : | Nombre de votes rejetées à la mairie : | Nombre de votes rejetées à la mairie : | Nombre de votes rejetées à la mairie : | 9      |
| Nombre d'électeurs inscrits :          | Nombre d'électeurs inscrits :          | Nombre d'électeurs inscrits :          | Nombre d'électeurs inscrits :          | Nombre d'électeurs inscrits :          | 1 608  |

| Candidats pour la mairie                     | Vote | %     |
| -------------------------------------------- | ---- | ----- |
| Anne Potvin                                  | 257  | 29,11 |
| Raymond Morin (Sortant')                     | 227  | 25,71 |
| Louise Charlebois (Sortant d'un autre poste) | 217  | 24,58 |
| Michel Guy (Sortant d'un autre poste)        | 182  | 20,61 |

| Candidats conseiller #1 | Vote | %     |
| ----------------------- | ---- | ----- |
| Kathy Milone            | 477  | 55,53 |
| Claude Sauvé            | 221  | 25,73 |
| Rachel Joly             | 161  | 18,74 |

| Candidats conseiller #2    | Vote            | %               |
| -------------------------- | --------------- | --------------- |
| Gilles Jolivette (Sortant) | Sans opposition | Sans opposition |

| Candidats conseiller #3 | Vote            | %               |
| ----------------------- | --------------- | --------------- |
| Serge Lacoursière       | Sans opposition | Sans opposition |

| Candidats conseiller #4   | Vote | %     |
| ------------------------- | ---- | ----- |
| Michelle Briand (Sortant) | 575  | 67,73 |
| Pierre Farrell            | 274  | 32,27 |

| Candidats conseiller #5 | Vote | %     |
| ----------------------- | ---- | ----- |
| Stéphane Rivest         | 507  | 59,86 |
| Michel Paul             | 340  | 40,14 |

| Candidats conseiller #6     | Vote | %     |
| --------------------------- | ---- | ----- |
| Éric Gauthier               | 635  | 73,75 |
| Jean-Pierre Morin (Sortant) | 226  | 26,25 |

## Egan-Sud
|             | Élection (2017)                                                                             | Dissolution (2021)                                                               | Élection (2021)                                                                        |
| Maire       | Neil Gagnon                                                                                 | Neil Gagnon                                                                      | Neil Gagnon                                                                            |
| Conseillers | Patrick Feeny John David McFaul Pierre Laramée Jeannot Emond Jean-René Martin Yvan St-Amour | Patrick Feeny Vacant Pierre Laramée Jeannot Emond Jean-René Martin Yvan St-Amour | Patrick Feeny Gilles Patry Pierre Laramée Jeannot Emond Jean-René Martin Yvan St-Amour |

| Candidats pour la mairie | Vote            | %               |
| ------------------------ | --------------- | --------------- |
| Neil Gagnon (Sortant)    | Sans opposition | Sans opposition |

| Candidats conseiller #1 | Vote            | %               |
| ----------------------- | --------------- | --------------- |
| Patrick Feeny (Sortant) | Sans opposition | Sans opposition |

| Candidats conseiller #2 | Vote            | %               |
| ----------------------- | --------------- | --------------- |
| Gilles Patry            | Sans opposition | Sans opposition |

| Candidats conseiller #3  | Vote            | %               |
| ------------------------ | --------------- | --------------- |
| Pierre Laramée (Sortant) | Sans opposition | Sans opposition |

| Candidats conseiller #4 | Vote            | %               |
| ----------------------- | --------------- | --------------- |
| Jeannot Emond (Sortant) | Sans opposition | Sans opposition |

| Candidats conseiller #5    | Vote            | %               |
| -------------------------- | --------------- | --------------- |
| Jean-René Martin (Sortant) | Sans opposition | Sans opposition |

| Candidats conseiller #6 | Vote            | %               |
| ----------------------- | --------------- | --------------- |
| Yvan St-Amour (Sortant) | Sans opposition | Sans opposition |

## Gracefield
|             | Élection (2017)                                                                    | Dissolution (2021)                                                                 | Élection (2021)                                                                                      |
| Maire       | Réal Rochon                                                                        | Réal Rochon                                                                        | Mathieu Caron                                                                                        |
| Conseillers | Claude Gauthier Alain Labelle Mathieu Caron Katy Barbe Hugo Guénette Bernard Duffy | Claude Gauthier Alain Labelle Mathieu Caron Katy Barbe Hugo Guénette Bernard Duffy | Madeleine Caron Alain Labelle Daniel-Luc Tremblay Mélanie Lefebvre Hugo Guénette Jean-Philippe Caron |

| Taux de participation :                | Taux de participation :                | Taux de participation :                | Taux de participation :                | Taux de participation :                | 40,3 % |
| Nombre de votes valides :              | Nombre de votes valides :              | Nombre de votes valides :              | Nombre de votes valides :              | Nombre de votes valides :              | 994    |
| Nombre de votes rejetées à la mairie : | Nombre de votes rejetées à la mairie : | Nombre de votes rejetées à la mairie : | Nombre de votes rejetées à la mairie : | Nombre de votes rejetées à la mairie : | 2      |
| Nombre d'électeurs inscrits :          | Nombre d'électeurs inscrits :          | Nombre d'électeurs inscrits :          | Nombre d'électeurs inscrits :          | Nombre d'électeurs inscrits :          | 2 471  |

| Candidats pour la mairie                 | Vote | %     |
| ---------------------------------------- | ---- | ----- |
| Mathieu Caron (Sortant d'un autre poste) | 444  | 44,67 |
| Joanne Poulin                            | 371  | 37,32 |
| Bernard Duffy (Sortant d'un autre poste) | 179  | 18,01 |

| Candidats conseiller #1 | Vote | %     |
| ----------------------- | ---- | ----- |
| Madeleine Caron         | 495  | 50,51 |
| Jean-Marie Gauthier     | 485  | 49,49 |

| Candidats conseiller #2 | Vote | %     |
| ----------------------- | ---- | ----- |
| Alain Labelle (Sortant) | 500  | 51,55 |
| Sylvain Lauriault       | 470  | 48,45 |

| Candidats conseiller #3 | Vote            | %               |
| ----------------------- | --------------- | --------------- |
| Daniel-Luc Tremblay     | Sans opposition | Sans opposition |

| Candidats conseiller #4 | Vote            | %               |
| ----------------------- | --------------- | --------------- |
| Mélanie Lefebvre        | Sans opposition | Sans opposition |

| Candidats conseiller #5 | Vote | %     |
| ----------------------- | ---- | ----- |
| Hugo Guénette (Sortant) | 566  | 58,17 |
| Bernard Caron           | 407  | 41,83 |

| Candidats conseiller #6 | Vote | %     |
| ----------------------- | ---- | ----- |
| Jean-Philippe Caron     | 442  | 45,90 |
| Kathleen Pion           | 335  | 34,79 |
| Mario St-Amour          | 186  | 19,31 |

## Grand-Remous
|             | Élection (2017)                                                                              | Dissolution (2021)                                                                           | Élection (2021)                                                                                  |
| Maire       | Jocelyne Lyrette                                                                             | Jocelyne Lyrette                                                                             | Jocelyne Lyrette                                                                                 |
| Conseillers | Christiane Cyr Julie Paiement Jacques Rodgers Gilles Richard Audrey Robitaille Éric Bélanger | Christiane Cyr Julie Paiement Jacques Rodgers Gilles Richard Audrey Robitaille Éric Bélanger | Annie Pelletier Julie Paiement Jacques Rodgers Gilles Richard Rodrigue Lacourcière Éric Bélanger |

| Candidats pour la mairie    | Vote            | %               |
| --------------------------- | --------------- | --------------- |
| Jocelyne Lyrette (Sortante) | Sans opposition | Sans opposition |

| Candidats conseiller #1 | Vote | %     |
| ----------------------- | ---- | ----- |
| Annie Pelletier         | 227  | 72,06 |
| Marie-France Ducas      | 88   | 27,94 |

| Candidats conseiller #2   | Vote            | %               |
| ------------------------- | --------------- | --------------- |
| Julie Paiement (Sortante) | Sans opposition | Sans opposition |

| Candidats conseiller #3   | Vote            | %               |
| ------------------------- | --------------- | --------------- |
| Jacques Rodgers (Sortant) | Sans opposition | Sans opposition |

| Candidats conseiller #4  | Vote            | %               |
| ------------------------ | --------------- | --------------- |
| Gilles Richard (Sortant) | Sans opposition | Sans opposition |

| Candidats conseiller #5 | Vote | %     |
| ----------------------- | ---- | ----- |
| Rodrigue Lacourcière    | 186  | 58,68 |
| Maureen Reid            | 69   | 21,77 |
| Michel Lamoureux        | 62   | 19,56 |

| Candidats conseiller #6 | Vote            | %               |
| ----------------------- | --------------- | --------------- |
| Éric Bélanger (Sortant) | Sans opposition | Sans opposition |

## Kazabazua
|             | Élection (2017)                                                                             | Dissolution (2021)                                                                          | Élection (2021)                                                                                   |
| Maire       | Robert Bergeron                                                                             | Robert Bergeron                                                                             | Robert Bergeron                                                                                   |
| Conseillers | Paul Chamberlain Lynne Lachapelle Lynn Noël Sylvain La France Henri Chamberlain Craig Gabie | Paul Chamberlain Lynne Lachapelle Lynn Noël Sylvain La France Henri Chamberlain Craig Gabie | Paul Chamberlain Lynne Lachapelle Matthew Orlando Sylvain La France Damien Lafrenière Craig Gabie |

| Taux de participation :                | Taux de participation :                | Taux de participation :                | Taux de participation :                | Taux de participation :                | 43,6 % |
| Nombre de votes valides :              | Nombre de votes valides :              | Nombre de votes valides :              | Nombre de votes valides :              | Nombre de votes valides :              | 414    |
| Nombre de votes rejetées à la mairie : | Nombre de votes rejetées à la mairie : | Nombre de votes rejetées à la mairie : | Nombre de votes rejetées à la mairie : | Nombre de votes rejetées à la mairie : | 2      |
| Nombre d'électeurs inscrits :          | Nombre d'électeurs inscrits :          | Nombre d'électeurs inscrits :          | Nombre d'électeurs inscrits :          | Nombre d'électeurs inscrits :          | 955    |

| Candidats pour la mairie  | Vote | %     |
| ------------------------- | ---- | ----- |
| Robert Bergeron (Sortant) | 174  | 42,03 |
| Pierre Raymond            | 164  | 39,61 |
| Louise Schnubb            | 51   | 12,32 |
| Paul Liberty              | 25   | 6,04  |

| Candidats conseiller #1    | Vote | %     |
| -------------------------- | ---- | ----- |
| Paul Chamberlain (Sortant) | 239  | 58,72 |
| Tanya Gabie                | 168  | 41,28 |

| Candidats conseiller #2     | Vote | %     |
| --------------------------- | ---- | ----- |
| Lynne Lachapelle (Sortante) | 266  | 65,20 |
| Sarah Howson                | 142  | 34,80 |

| Candidats conseiller #3 | Vote | %     |
| ----------------------- | ---- | ----- |
| Matthew Orlando         | 251  | 61,52 |
| Gabriel Guertin         | 157  | 34,48 |

| Candidats conseiller #4     | Vote | %     |
| --------------------------- | ---- | ----- |
| Sylvain La France (Sortant) | 159  | 39,26 |
| Kevin Molyneaux             | 149  | 36,79 |

| Candidats conseiller #5 | Vote | %     |
| ----------------------- | ---- | ----- |
| Damien Lafrenière       | 279  | 68,55 |
| Michel Collin           | 128  | 31,45 |

| Candidats conseiller #6 | Vote            | %               |
| ----------------------- | --------------- | --------------- |
| Craig Gabie (Sortant)   | Sans opposition | Sans opposition |

## Lac-Sainte-Marie
|             | Élection (2017)                                                                                              | Dissolution (2021)                                                                                           | Élection (2021)                                                                        |
| Maire       | Gary Lachapelle                                                                                              | Gary Lachapelle                                                                                              | Cheryl Sage-Christensen                                                                |
| Conseillers | Cheryl Sage-Christensen Richard Léveillée Denise Soucy Françoise Lafrenière Louise Robert Charlie-Ann Dubeau | Cheryl Sage-Christensen Richard Léveillée Denise Soucy Françoise Lafrenière Louise Robert Charlie-Ann Dubeau | Yves Robineau Richard Léveillée Denise Soucy Jacques Suzor Louise Robert Marc Beaudoin |

| Candidats pour la mairie                            | Vote            | %               |
| --------------------------------------------------- | --------------- | --------------- |
| Cheryl Sage-Christensen (Sortante d'un autre poste) | Sans opposition | Sans opposition |

| Candidats conseiller #1 | Vote            | %               |
| ----------------------- | --------------- | --------------- |
| Yves Robineau           | Sans opposition | Sans opposition |

| Candidats conseiller #2     | Vote            | %               |
| --------------------------- | --------------- | --------------- |
| Richard Léveillée (Sortant) | Sans opposition | Sans opposition |

| Candidats conseiller #3                        | Vote | %     |
| ---------------------------------------------- | ---- | ----- |
| Denise Soucy (Sortante)                        | 151  | 38,82 |
| Alain Laberge                                  | 130  | 33,42 |
| Charlie-Ann Dubeau (Sortante d'un autre poste) | 108  | 27,76 |

| Candidats conseiller #4 | Vote            | %               |
| ----------------------- | --------------- | --------------- |
| Jacques Suzor           | Sans opposition | Sans opposition |

| Candidats conseiller #5  | Vote            | %               |
| ------------------------ | --------------- | --------------- |
| Louise Robert (Sortante) | Sans opposition | Sans opposition |

| Candidats conseiller #6 | Vote | %     |
| ----------------------- | ---- | ----- |
| Marc Beaudoin           | 285  | 75,20 |
| Gérald Léveillée        | 94   | 24,80 |

## Low
|             | Élection (2017)                                                                        | Dissolution (2021)                                                          | Élection (2021)                                                                  |
| Maire       | Carole Robert                                                                          | Carole Robert                                                               | Carole Robert                                                                    |
| Conseillers | Joanne Mayer Maureen Rice Lucie Cousineau Luc Thivierge Roch Courville Ghyslain Robert | Joanne Mayer Maureen Rice Anne Bélisle Luc Thivierge Vacant Ghyslain Robert | Joanne Mayer Maureen Rice Maureen McEvoy Luc Thivierge Lee Angus Ghyslain Robert |

| Candidats pour la mairie | Vote            | %               |
| ------------------------ | --------------- | --------------- |
| Carole Robert (Sortante) | Sans opposition | Sans opposition |

| Candidats conseiller #1 | Vote | %     |
| ----------------------- | ---- | ----- |
| Joanne Mayer (Sortante) | 192  | 50,93 |
| Tara Wakeling           | 185  | 49,07 |

| Candidats conseiller #2 | Vote | %     |
| ----------------------- | ---- | ----- |
| Maureen Rice (Sortante) | 220  | 58,20 |
| Angela (Angie) Lavigne  | 158  | 41,80 |

| Candidats conseiller #3 | Vote | %     |
| ----------------------- | ---- | ----- |
| Maureen McEvoy          | 189  | 50,40 |
| Andrew Wilson           | 186  | 49,60 |

| Candidats conseiller #4 | Vote            | %               |
| ----------------------- | --------------- | --------------- |
| Luc Thivierge (Sortant) | Sans opposition | Sans opposition |

| Candidats conseiller #5 | Vote            | %               |
| ----------------------- | --------------- | --------------- |
| Lee Angus               | Sans opposition | Sans opposition |

| Candidats conseiller #6   | Vote | %     |
| ------------------------- | ---- | ----- |
| Ghyslain Robert (Sortant) | 222  | 58,73 |
| Jeri Guertin              | 156  | 41,27 |

## Maniwaki
|             | Élection (2017)                                                                                       | Dissolution (2021)                                                                                    | Élection (2021)                                                                                  |
| Maire       | Francine Fortin                                                                                       | Francine Fortin                                                                                       | Francine Fortin                                                                                  |
| Conseillers | Marc Gaudreau Sonny Constantineau Maurice Richard Madeleine Lefebvre Philippe Laramée Sophie Beaudoin | Marc Gaudreau Sonny Constantineau Maurice Richard Madeleine Lefebvre Philippe Laramée Sophie Beaudoin | Marc Gaudreau Sonny Constantineau Estelle Labelle Madeleine Lefebvre Denis Nault Sophie Beaudoin |

| Candidats pour la mairie   | Vote            | %               |
| -------------------------- | --------------- | --------------- |
| Francine Fortin (Sortante) | Sans opposition | Sans opposition |

| Candidats quartier #1   | Vote            | %               |
| ----------------------- | --------------- | --------------- |
| Marc Gaudreau (Sortant) | Sans opposition | Sans opposition |

| Candidats quartier #2         | Vote | %     |
| ----------------------------- | ---- | ----- |
| Sonny Constantineau (Sortant) | 60   | 66,67 |
| Pierre Briand                 | 30   | 33,33 |

| Candidats quartier #3     | Vote | %     |
| ------------------------- | ---- | ----- |
| Estelle Labelle           | 97   | 56,07 |
| Maurice Richard (Sortant) | 76   | 43,93 |

| Candidats quartier #4         | Vote            | %               |
| ----------------------------- | --------------- | --------------- |
| Madeleine Lefebvre (Sortante) | Sans opposition | Sans opposition |

| Candidats quartier #5      | Vote | %     |
| -------------------------- | ---- | ----- |
| Denis Nault                | 128  | 61,54 |
| Philippe Laramée (Sortant) | 80   | 38,46 |

| Candidats quartier #6      | Vote | %     |
| -------------------------- | ---- | ----- |
| Sophie Beaudoin (Sortante) | 72   | 34,45 |
| Pierre Mayrand             | 69   | 33,01 |
| Rémi Fortin                | 68   | 32,54 |

## Messines
|             | Élection (2017)                                                                             | Dissolution (2021)                                                                          | Élection (2021)                                                                             |
| Maire       | Ronald Cross                                                                                | Ronald Cross                                                                                | Ronald Cross                                                                                |
| Conseillers | Anne Langevin Annie Galipeau Eric Galipeau Denis Bonhomme Yves St-Jacques Jean-Guy Carignan | Anne Langevin Annie Galipeau Eric Galipeau Denis Bonhomme Yves St-Jacques Jean-Guy Carignan | Anne Langevin Annie Galipeau André Benoit Charles Rondeau Yves St-Jacques Marie-Anne Poulin |

| Candidats pour la mairie | Vote            | %               |
| ------------------------ | --------------- | --------------- |
| Ronald Cross (Sortante)  | Sans opposition | Sans opposition |

| Candidats conseiller #1  | Vote | %     |
| ------------------------ | ---- | ----- |
| Anne Langevin (Sortante) | 363  | 62,26 |
| Marcel St-Jacques        | 220  | 37,74 |

| Candidats conseiller #2   | Vote            | %               |
| ------------------------- | --------------- | --------------- |
| Annie Galipeau (Sortante) | Sans opposition | Sans opposition |

| Candidats conseiller #3 | Vote | %     |
| ----------------------- | ---- | ----- |
| André Benoit            | 349  | 59,76 |
| Martin Clément          | 235  | 40,24 |

| Candidats conseiller #4 | Vote | %     |
| ----------------------- | ---- | ----- |
| Charles Rondeau         | 365  | 62,82 |
| Sylvain J. Forest       | 216  | 37,18 |

| Candidats conseiller #5   | Vote            | %               |
| ------------------------- | --------------- | --------------- |
| Yves St-Jacques (Sortant) | Sans opposition | Sans opposition |

| Candidats conseiller #6 | Vote | %     |
| ----------------------- | ---- | ----- |
| Marie-Anne Poulin       | 313  | 53,50 |
| Michel Maurice          | 272  | 46,50 |

## Montcerf-Lytton
|             | Élection (2017)                                                                                           | Dissolution (2021)                                                                                         | Élection (2021)                                                                              |
| Maire       | Alain Fortin                                                                                              | Alain Fortin                                                                                               | Véronique Danis                                                                              |
| Conseillers | Christianne Cloutier Michel Denommé Serge Lafontaine Claude Desjardins J. Ward V. O'Connor Marylin Brunet | Christianne Cloutier Michel Denommé Serge Lafontaine Claude Desjardins J. Ward V. O'Connor Sébastien Émond | Côté Julie Luc St-Jacques Pierrette Lapratte Rodrigue Gauthier François Côté Sébastien Émond |

| Taux de participation :                | Taux de participation :                | Taux de participation :                | Taux de participation :                | Taux de participation :                | 53,0 % |
| Nombre de votes valides :              | Nombre de votes valides :              | Nombre de votes valides :              | Nombre de votes valides :              | Nombre de votes valides :              | 341    |
| Nombre de votes rejetées à la mairie : | Nombre de votes rejetées à la mairie : | Nombre de votes rejetées à la mairie : | Nombre de votes rejetées à la mairie : | Nombre de votes rejetées à la mairie : | 0      |
| Nombre d'électeurs inscrits :          | Nombre d'électeurs inscrits :          | Nombre d'électeurs inscrits :          | Nombre d'électeurs inscrits :          | Nombre d'électeurs inscrits :          | 643    |

| Candidats pour la mairie                        | Vote | %     |
| ----------------------------------------------- | ---- | ----- |
| Véronique Danis                                 | 274  | 80,35 |
| Christiane Cloutier (Sortante d'un autre poste) | 67   | 19,65 |

| Candidats conseiller #1 | Vote | %     |
| ----------------------- | ---- | ----- |
| Julie Côté              | 227  | 66,76 |
| Céleste Danis           | 113  | 33,24 |

| Candidats conseiller #2  | Vote | %     |
| ------------------------ | ---- | ----- |
| Luc St-Jacques           | 254  | 74,71 |
| Michel Denommé (Sortant) | 86   | 25,29 |

| Candidats conseiller #3    | Vote | %     |
| -------------------------- | ---- | ----- |
| Pierrette Lapratte         | 176  | 52,38 |
| Marcel St-Martin           | 84   | 25,00 |
| Serge Lafontaine (Sortant) | 76   | 22,62 |

| Candidats conseiller #4     | Vote | %     |
| --------------------------- | ---- | ----- |
| Rodrigue Gauthier           | 222  | 65,49 |
| Claude Desjardins (Sortant) | 117  | 34,51 |

| Candidats conseiller #5 | Vote | %     |
| ----------------------- | ---- | ----- |
| François Côté           | 256  | 75,52 |
| Ward O'Connor (Sortant) | 83   | 24,48 |

| Candidats conseiller #6   | Vote            | %               |
| ------------------------- | --------------- | --------------- |
| Sébastien Émond (Sortant) | Sans opposition | Sans opposition |

- Démission de François Côté, conseiller #5, et mars-avril 2023[7].

- Élection de Marcel St-Martin au poste de conseiller #5 en juin 2023[8].

| Candidats conseiller #5 | Vote | %   |
| ----------------------- | ---- | --- |
| Marcel St-Martin        | n/d  | n/d |

## Sainte-Thérèse-de-la-Gatineau
|             | Élection (2017)                                                                             | Dissolution (2021)                                                                          | Élection (2021)                                                                     |
| Maire       | Roch Carpentier                                                                             | Roch Carpentier                                                                             | Roch Carpentier                                                                     |
| Conseillers | Gilles Courchaine Linda Lirette Mélanie Renaud Christiane Binette Yves Morin Sylvie Leclair | Gilles Courchaine Linda Lirette Mélanie Renaud Christiane Binette Yves Morin Sylvie Leclair | Gilles Courchaine Linda Lirette Mélanie Renaud Hugo Carle Yves Morin Sylvie Leclair |

| Candidats pour la mairie  | Vote            | %               |
| ------------------------- | --------------- | --------------- |
| Roch Carpentier (Sortant) | Sans opposition | Sans opposition |

| Candidats conseiller #1     | Vote            | %               |
| --------------------------- | --------------- | --------------- |
| Gilles Courchaine (Sortant) | Sans opposition | Sans opposition |

| Candidats conseiller #2  | Vote            | %               |
| ------------------------ | --------------- | --------------- |
| Linda Lirette (Sortante) | Sans opposition | Sans opposition |

| Candidats conseiller #3   | Vote            | %               |
| ------------------------- | --------------- | --------------- |
| Mélanie Renaud (Sortante) | Sans opposition | Sans opposition |

| Candidats conseiller #4 | Vote            | %               |
| ----------------------- | --------------- | --------------- |
| Hugo Carle              | Sans opposition | Sans opposition |

| Candidats conseiller #5 | Vote            | %               |
| ----------------------- | --------------- | --------------- |
| Yves Morin (Sortant)    | Sans opposition | Sans opposition |

| Candidats conseiller #6  | Vote | %     |
| ------------------------ | ---- | ----- |
| Sylvie Leclair (Sortant) | 139  | 62,61 |
| Benjamin Boutin-Renaud   | 83   | 37,39 |